# Margaret Gilbert
Margaret Gilbert (1942) es una filósofa británica que trabaja sobre todo en el campo de la teoría social, donde desarrollará su noción de "sujetos plurales". Su teoría ha representado un fuerte punto de discusión dado que se presenta como una "tercera vía" entre las perspectivas epistemológicas singularistas y holísticas, y dadas sus fuertes consecuencias dentro de las teorías de la obligación política.

## Biografía
Nació en la ciudad de Mursley (condado de Buckinghamshire) en 1942, siendo la segunda de los dos hijos de Peter Gilbert, un joyero del norte de Londres y su esposa, Miriam. Sus abuelos eran judíos ortodoxos que inmigraron a Inglaterra desde Polonia y Lituania (el nombre original de la familia era Goldberg). Se crio en Londres, en una familia humilde y en un contexto de posguerra. Para sus años escolares fue al colegio de South Hampstead en Hampstead, Londres. Su hermano mayor, Sir Martin Gilbert (1936-2015), fue un famoso historiador británico conocido por sus biografías de Winston Churchill.
Después de sus años de educación básica empezó sus estudios superiores en la universidad de Cambridge en el Reino Unido. Estudió un grado genérico en estudios clásicos, que comportaba un estudio interdisciplinar de la historia, la literatura y la filosofía de la Grecia y la Roma antiguas. Su especialización en filosofía le vendría en la segunda mitad de su grado, dónde entró en contacto con las filosofía moderna y especialmente con las Meditaciones de Descartes. En concreto, le influenciaron mucho las clases de Jonathan Bennett, a través del cual vio la importancia de la filosofía como disciplina.
Aunque siempre ha trabajado cómo filósofa dentro del mundo académico, siempre ha estado interesada en la literatura: durante estos años en Cambridge escribió una novela, aunque nunca intentó que se publicara. En este período también trabajaría como voluntaria en el hospital psiquiátrico local y tendría un gran interés por las patologías psiquiátricas, que le llamaron la atención hasta el punto de considerarlas como un camino válido para su futura carrera. La pasión por escribir la ha seguido todos estos años, hasta el punto de que aún hoy en día - y desde los 12 años - escribe poesía de tanto en tanto.
Este interés por la filosofía la llevó a trasladarse a Oxford para sus estudios de posgrado, en concreto para hacer un "Bachelor of Philosophy" (lo que sería el equivalente actual a un máster genérico en filosofía) de dos años, que combinaba ciertas clases con trabajos de investigación. En concreto, Gilbert escribió en estos años una tesis sobre Sartre, que fue supervisada por académicos como Elizabeth Anscombre, Philippa Foot, Alasdair MacIntyre, Gilbert Ryle y Peter Strawson. Se graduó de este grado con distinción tanto en su tesis como en las clases.
Después de terminar este grado tomó su primer trabajo como profesora en el departamento de Filosofía de la universidad de Mánchester, en el Reino Unido. Después de esto volvió a Oxford como investigadora e inició ahí su doctorado.
Para su doctorado cambió completamente del tema que había desarrollado durante su años de Bachelor: empezó a interesarse - gracias a Peter Winch - por el campo de lo social y la aproximación de la filosofía a éste. Así, Gilbert desarrollaría durante estos años una aproximación desde la filosofía analítica (el campo en el que había estado enseñada) al debate sobre la ontología de lo social y presentaría como tesis doctoral la primera versión de On Social Facts, que sería aprobada en 1978. 
Sin embargo, la tesis después publicada por Routledge tendría varias diferencias relevantes con respecto a la presentada en Oxford: sólo en la versión publicada aparecería la idea de "joint commitment" (compromiso conjunto), una idea central que ocupará gran parte de la investigación posterior a esta obra. 
Posteriormente, en 1983, conseguiría una plaza como profesora de filosofía en Connecticut (Estados Unidos), dónde estaría durante más de 20 años (hasta 2006). Durante este período publicaría otra obras como Living Together: Rationality, Sociality and Obligation (1996) y numerosos artículos en revistas académicas. Además, también será miembro de la School of Historical Studies al Instituto para Estudios Avanzados de Princeton y una invitada al Wolfston College de Oxford. En este período también sería invitada a muchas universidades del mundo académico anglosajón cómo la Universidad de California en Los Ángeles
En 2006 consiguió la I. Melden Chair in Moral Philosophy y un puesto cómo profesora distinguida en filosofía en la universidad de California, Irvine. Aún con una edad avanzada, en este período ha desarrollado varias de sus obras más importantes: A Theory of Political Obligation: Membership, Commitment, and the Bonds of Society (2006); Joint Commitment: How We Make the Social World (2014); y su última obra Rights and Demands: A Foundational Inquiry (2018). 
En 2016 fue una de los 4 profesores de la Universidad de California Irvine elegidos para la American Academy of Arts and Sciences, un centro de investigación interdisciplinar estadounidense con un gran prestigio a nivel académico. 
Es relevante apuntar también que en el 1976 se casó con Saul Aaron Kripke, un famoso filósofo y lógico estadounidense, del que se divorció en 1990.

## Temas de investigación
Su principal aportación se da en el campo de lo llamado como "teoría social filosófica", que es la rama de la filosofía que se ocupa del estudio filosófico de las ciencias sociales. Principalmente se centra en la naturaleza de ciertos fenómenos sociales como los grupos sociales, las convenciones sociales, las creencias colectivas o la acción colectiva. La caracterización filosófica del campo de lo social es el principal eje de su primera obra On Social Facts (1989), dónde dibuja una ontología de lo social cuyas consecuencias explorará hasta el día de hoy. 
Esta principal preocupación por la "teoría social filosófica" la llevará a tener un continuo interés en temas como la sociabilidad humana, el actuar de forma común, los grupos sociales, las emociones colectivas, los lenguajes de grupo, las responsabilidades morales colectivas, las reglas y convenciones sociales o hasta la teoría de juegos como herramienta para entender los fenómenos sociales. En concreto, su obra tiene mucho que ver con lo que se ha denominado como "convención social".
El hecho de que Gilbert plantee una nueva "ontología de lo social" hace que su trabajo tenga consecuencias en muchas otras disciplinas y campos como la filosofía moral, las filosofías de la acción y la mente o la epistemología. Esto la ha llevado a tener debates en muchos campos de investigación diferentes y a que sus aproximaciones tengan aplicaciones en campos muy variados como la filosofía legal o las ciencias sociales y políticas. 
En concreto, su teoría del "sujeto plural" y su noción de joint commitment la llevarán a expandir su horizonte de intereses de investigación hacia la teoría política. En A Theory of Political Obligation (2006), desarrollará una teoría de la obligación política que justifique como las sociedades llegan a construir una obligación para que se cumplan sus leyes. Esto la llevará a tocar temas políticos de primer grado como el patriotismo o la legitimidad del Estado. 
Aunque no es hasta 2006 que acabará de desarrollar esta teoría, es relevante apuntar que ya en sus años previos de profesora en la universidad de Connecticut daba ya clases sobre filosofía política contemporánea.
Actualmente su trabajo, como se presenta en Rights and Demands (2018), se centra en el campo de la filosofía del derecho y en concreto en una clase de derechos determinados, los demand-rights. Esto es, como su teoría de la obligación política, una consecuencia de lo que ella denominará como joint commitment. De hecho, ella misma afirma que después de la publicación de On Social Facts su trabajo se ha centrado en clarificar la relación entre joint commitment(s), derechos y obligaciones.

## Principales aportaciones teóricas
Cómo dicho, las aportaciones de Margaret Gilbert, al partir de una estructura ontológica, son múltiples y tocan muchos temas variados. Es, en consecuencia, complicado establecer una clasificación lógica de estos. Por esto se ha optado por una clasificación cronológica de sus aportaciones que da, además, mejor cuenta de la evolución en sus aportaciones, ya que Gilbert está constantemente en diálogo con muchos otros filósofos y teóricos. Así, se presentan en 3 apartados genéricos (y siguiendo sus obras más importantes) sus aportaciones básicas en el campo de la teoría social filosófica y la teoría política. 

### Teoría del Sujeto Plural
Margaret Gilbert es especialmente conocida por su teoría de los sujetos plurales como agentes de lo social. Esta teoría es presentada primero en su obra más conocida, On Social Facts (1989), y es defendida y más detalladamente presentada en las recopilaciones de ensayos y artículos de la autora que son las obras de Living Together: Rationality, Sociality, and Obligation (1996) y Sociality and Responsibility: New Essays in Plural Subject Theory (2000). 

#### On Social Facts(1989)
En On Social Facts se preguntará qué hace caracterizar un fenómeno como un fenómeno social, es decir, se pregunta sobre en qué condiciones se pasa de una suma de seres vivos a una colectividad. Su principal tesis - con la que responderá esta pregunta - es que el concepto de colectividad es el concepto de un sujeto plural de acción, actitud o cualquier otro atributo, y defenderá que este sujeto existe cuando las personas hacen, por ejemplo, cosas en común. Así, la autora resumirá su posición remarcando que "desde mi perspectiva una serie de personas constituyen un grupo social si y solo si constituyen un sujeto plural".
Antes de entrar en la definición que Margaret Gilbert dará de la idea de "sujeto plural" pero, es necesario poner en perspectiva su particular pregunta de investigación y su respuesta, en tanto que esto nos explica la relevancia de su propuesta. El argumento principal de esta obra puede ser mejor entendido dando cuenta del debate entre individualismo y holismo en el campo de la epistemología de alrededor de 1950 y 1960: en este momento se confrontaron la visión de Karl Popper y sus seguidores, que defendían que las sociedades no eran realidades analizables porque no podían ser empíricamente demostradas; y las visiones de May Brodbeck - por ejemplo - que mantenían que las totalidades sociales eran reales y que influenciaban los objetivos de los individuos. Gilbert propone (a través de ecos de las diferencias ya existentes en ese mismo sentido entre dos de los fundadores de la sociología, Émile Durkheim y Max Weber) una ontología de lo social que se presenta como una cierta "mediación" entre estas dos perspectivas.
Gilbert propondrá pues, en el capítulo IV de esta obra y a través de una aproximación a la cuestión mediante la filosofía analítica, la idea del "sujeto plural", que se puede formalizar tal que así: 
"Un sujeto plural es una serie de agentes que se ven a sí mismos como conjuntamente comprometidos a promover alguna meta, compartir alguna creencia o operar bajo el mismo principio de acción. En virtud de su conocimiento común de este compromiso conjunto, los miembros de este sujeto plural se refieren a sí mismos como 'nosotros'. Se ven, entonces, como corresponsables entre ellos en promover las metas y los principios del grupo."
Es relevante apuntar que una condición para esta acción conjunta es este "compromiso conjunto", el expresar una voluntad de estar conjuntamente preparados, pero no el estar persiguiendo un objetivo como tal. Un sujeto plural es ese que está preparado para actuar conjuntamente cuando el tiempo llegue, sin necesidad de estar ya ligados a una meta en concreto. 
Margaret Gilbert ilustra esta idea mediante un ejemplo: dos compañeros de viaje que hacen manifiesto su compromiso a cuidarse el uno al otro durante el viaje constituyen un sujeto plural, mientras que dos personas que simplemente comparten asiento en un tren durante un viaje no.
La idea de los "sujetos plurales" se encuentra en una intermediación entre las posiciones individualistas y holísticas en tanto que, para Gilbert, los individuos que forman los "sujetos plurales" no son transformados ni afectados de ningún modo por las constitución de estos pero, a la vez, los "sujetos plurales" no se pueden entender si no se toma en consideración que son agentes colectivos cuya naturaleza no es reducible a los individuos que los componen.
En este mismo sentido, y como aclara en Sociality and Responsibility, para la autora tiene mucho sentido hablar de lo que queremos conseguir como "equipo", pero sería muy extraño y confuso reducir esta misma meta a lo que nosotros buscamos como individuos.

#### Living Together(1996)
Posteriormente, en Living Together: Rationality, Sociality and Obligation (1996), Gilbert desarrollará varios temas ligados a la idea del "sujeto plural" como el acuerdo, la creencia común, la obligación política o el sentimiento de culpa por las acciones del grupo al que se pertenece. En esta obra empezará a confrontarse con los partidarios de la game theory dado que - para ella - descuidan la situación de los "sujetos plurales" en tanto que esta idea escapa, como dicho, de la dimensión meramente individual. 
En esta obra vemos como Gilbert empezará a indagar en varios de los temas que desarrollará más profundamente en otras de sus obras posteriores, sobre todo la idea de la obligación política y de las obligaciones derivadas de la idea los "sujetos plurales".

#### Sociality and Responsibility(2000)
Estas últimas ideas serán la cuestión central de Sociality and Responsibility: New Essays in Plural Subject Theory (2000), una obra construida a través de una recopilación de artículos de la autora publicados desde 1997. Aquí Gilbert desarrollará una idea fundamental dentro de su teoría del "sujeto plural", la idea del compromiso conjunto (joint commitment). Gilbert argumentará que para constituir un compromiso conjunto, que es la base del "sujeto plural", no se necesita un acuerdo explícito, sino un tipo de acuerdo implícito, como el que se puede construir cuando varios jugadores de un equipo de fútbol se juntan para jugar.
Este compromiso conjunto tiene un significado práctico en tanto que de éste se derivan ciertas obligaciones. En ese sentido, Gilbert apunta que "Si Anne y Ben están conjuntamente comprometidos a hacer algo como un cuerpo, cada uno le debe al otro las acciones apropiadas en virtud de su compromiso conjunto [...] el compromiso conjunto obliga a las partes, una a la otra". Esta idea tiene una relación muy fuerte con la noción de derecho: si Anne y Ben tienen un compromiso conjunto, Anne está obligada a hacer determinadas acciones y Ben tiene derecho a que Anne haga estas acciones. Así, Anne tiene una obligación respecto a Ben que si no cumple estará violando el derecho de Ben. 
Gilbert ilustra esto mediante un ejemplo: supone que dos personas, Tina y Lena, tienen una intención común de caminar durante media hora. Después de 15 minutos, Lena para de caminar. Sería lógico pensar que Tina la interpelaría recordándole que quedaron para andar durante 30 minutos. En este contexto entenderíamos todos que tanto Tina como Lena entenderían que Tina tiene legitimidad para decirle esto a Lena. Esto nos muestra que cada participante tiene unas determinadas obligaciones derivadas del compromiso conjunto, y que los otros tienen el derecho a que cumplan estas obligaciones.
Desde esta lógica Gilbert ya empezará en este libro a construir su teoría de la obligación política, que no desarrollaría completamente hasta varios años después en su obra A Theory of Political Obligation: Membership, Commitment, and the Bonds of Society (2006).

### Teoría de la Obligación Política
Gilbert plantea una teoría de la obligación política diferente de esas ya planteadas desde la literatura hasta el momento. En ese sentido, Gilbert se aleja de las propuestas de los contractualistas clásicas cómo las propuestas por Hobbes o Locke, en tanto que la obligación política en Gilbert no es una obligación moral, cómo es en estos autores clásicos, y en tanto que, en Gilbert, estas obligaciones no se derivan necesariamente del tipo de régimen político establecido sino que se derivan de ser miembro de una comunidad política.  Así, se ha planteado que las teorías de Gilbert están a medio camino entre el contractualismo y el comunitarismo dentro de las teorías de la obligación política.

#### A Theory of Political Obligation (2006)
Aunque la autora ya habrá planteado anteriormente muchas de las intuiciones al respecto de esta teoría de la obligación política, la culminación de esta propuesta sólo se formaliza en su obra A Theory of Political Obligation (2006). 
El problema de la obligación política se puede resumir en una pregunta: ¿Pertenecer a una sociedad política obliga a uno a respetar las instituciones políticas de tal sociedad? Este es aún un debate abierto en teoría política y con múltiples respuestas desde varias perspectivas. La tesis de Gilbert no es una excepción en éste sentido. Ella plantea, desde su ontología, que los miembros de una sociedad política tienen un compromiso conjunto respecto a sus instituciones políticas. Y si, como hemos visto, el compromiso conjunto comporta ciertas obligaciones, también estarán obligados a respetarlas. Cabe destacar además que Gilbert, cómo ya apuntado, más que pretender una legitimación moral de la obligación política, quiere proponer un nuevo marco desde el que entender porque existe un cierto sentimiento de obligación, lo que se debe tener en cuenta al considerar sus propuestas. 
Para entender la lógica detrás del argumento de Gilbert primero debemos detenernos en presentar una definición formal de lo que hemos venido llamando "compromiso conjunto": 
"Para cualquier agente a1...an, a1...an están conjuntamente comprometidos a φ cuando y solo cuando es de conocimiento común entre a1...an que cada uno de a1...an ha expresado su disposición a entrar en un compromiso conjunto a φ con los otros de entre a1...an".
Esta es una definición deductiva el contenido de la cual ya podemos encontrar en la misma definición de sujeto plural en tanto que, como admite la misma Gilbert en varias ocasiones, quienes mantienen un compromiso conjunto pueden ser referidos como "sujetos plurales". La original aportación de Gilbert se deriva de que esta noción de "compromiso conjunto" no necesita de un consentimiento previo similar al de un contrato: el hecho de que exista un "compromiso conjunto" en términos de una sociedad política se puede ver simplemente en el uso por parte de sus ciudadanos de la palabra "nosotros" para referirse a las acciones de su país, en el experimentar cierta culpa o orgullo según cómo actúe su país, o en simplemente quejarse si alguna otra persona está rompiendo la ley. Gilbert ilustra esto mediante un ejemplo hipotético: 
"Clare es una ciudadana de Estados Unidos cuya lengua es el inglés. ¿Dirá ella 'We are at war' [estamos en guerra] cuándo los Estados Unidos esté en guerra?¿Se referirá a las leyes de los Estados Unidos como 'our laws' [nuestras leyes]?¿Se referirá a la constitución de los Estados Unidos como 'our constitution' [nuestra constitución]? Vamos a suponer que sí que hace tales cosas.
De acuerdo con la adecuación de la teoría del sujeto plural de tales locuciones como 'We are at war', Clare está mostrando aquí de forma implícita que ella forma parte de un compromiso conjunto que resta en el centro de la fundación de cierto agente colectivo - cómo ella lo percibe, los Estados Unidos son el agente colectivo en cuestión. Ella podría entonces estar en completo desacuerdo con lo que "nosotros" [we] estamos haciendo, pero ella se seguiría viendo a sí mismo como "una de nosotros" [one of us]".
Gilbert afirma, en éste sentido, que si en el transcurso del tiempo ha existido un conocimiento común en la población de que todo el mundo así se ha expresado, habría buenas razones para suponer que existe tal "compromiso conjunto" y que entonces también existe la obligación que de este se deriva. Esta afirmación se debe tomar en cuenta con dos consideraciones: (1) que este sujeto plural formado a nivel de "sociedad política" no es incompatible con la existencia de otros "sujetos plurales" formados de forma mucho más circunstancial y a pequeña escala y que (2) no debe considerarse el hablar de "nosotros" cómo la única condición posible para la emergencia de tal compromiso en tanto que, por ejemplo - y cómo ya se ha mencionado -, el mero "sentimiento de culpa" por las acciones que se han tomado a nivel de país puede mostrar este mismo compromiso. 
La obligación política derivada de esta situación es, en una mayor escala, la misma idea que Gilbert ya planteó en Sociality and Responsibility (2000): las partes que conforman un compromiso conjunto se deben entre sí determinadas acciones, aún sin que ningún miembro posea a otro miembro del compromiso conjunto. Así, los miembros de una sociedad política están conjuntamente comprometidos a respetar las instituciones de esta sociedad, a modo de acción que les deben al resto de miembros, y dado que estas instituciones son "suyas".  Como podemos ver, y cómo ya han apuntado algunos autores, la teoría de Gilbert es una derivación del contractualismo que sustituye la problemática noción de "consentimiento tácito" por la de "compromiso conjunto".

### Joint Commitment y demand-rights
Después de la publicación de "On Social Facts" Gilbert se ha centrado especialmente en el concepto de compromiso conjunto y su relación con los derechos y las obligaciones. De aquí salen especialmente sus dos últimas obras: su colección de ensayos a nombre de Joint Commitment: How we make the Social World (2013) y Rights and Demands: A Foundational Inquiry (2018). En ese sentido, ha incluso llegado a afirmar que recientemente ha intentado evitar el nombre de "sujeto plural", en tanto que resultaba equívoco y se solía relacionar con la noción de subjetividad. En contraposición, la idea de "compromiso conjunto" ha ocupado el rol central en sus escritos más recientes.

#### Joint Commitment(2014)
En Joint Commitment: How we make the Social World (2014) se presentan una serie de 18 ensayos escritos desde el año 2000 en relación con la noción de "compromiso conjunto" y su aproximación a varios temas extremadamente diversos, que van desde el amor marital a la Unión Europea. En este compendio Gilbert pretende presentar la idea de "compromiso conjunto" como "la estructura del átomo social", como un concepto esencial para entender los fenómenos sociales.
En este compendio Gilbert simplemente expande en la noción de "compromiso conjunto", presentando su estructura de forma más formalizada y puntuando su perspectiva estrictamente descriptivista del concepto (repite varias veces la idea de que cumplir con las obligaciones que se desprenden del "compromiso conjunto" no es tanto una obligación moral como meramente una obligación existente). Del mismo modo, Gilbert se reafirma aquí en remarcar que su idea de "compromiso colectivo" no niega la idea de individualidad ni introduce que este compromiso modifique la naturaleza de los individuos que los forman: ella propone que el análisis debe partir desde una perspectiva singularista, pero que cuando esta falle, no deberíamos tener miedo a introducir nociones no-singularistas como la de "compromiso conjunto".
En esta obra Gilbert ya puntúa la idea de que el "compromiso conjunto" es una de las fuentes para lo que denominará como demand-rights, un tipo de derechos que serán el tema central de su última obra Rights and Demands: A Foundational Inquiry (2018).

#### Rights and Demands(2018)
En esta última obra Gilbert se plantea estudiar precisamente la relación entre el "compromiso conjunto" y el tipo de derechos y obligaciones que emergen de este. Su tesis es que el "compromiso conjunto" es la principal fuente de un tipo concreto de derechos: los demand-rights. 
Los demand-rights son los derechos que tiene una persona sobre otra persona para que esta última haga determinadas acciones. Se dan cuando uno tiene la autoridad para demandar tal acción de la persona en cuestión. Esto va muy relacionado con la estructura de obligaciones derivada del compromiso conjunto que Gilbert ya presentó en otras de sus obras cómo Sociality and Responsibility (2000). 

## Críticas
Margaret Gilbert, dada su gran actividad académica y su extensa obra, ha tenido una gran cantidad de críticos. Gilbert suele tener un amplio diálogo con todas sus críticas y parece valorar e incentivar mucho sus puntuaciones. Dado esto, pero, se puntuarán solamente lo que han supuesto las críticas centrales o más relevantes de sus obras, sin necesidad de exponer al completo todos los debates.

### Excesiva centralidad del individuo
Algunos críticos cómo Kenneth L. Morrison, sociólogo de la Universidad Wilfrid Laurier, apuntaron en la publicación de On Social Facts una crítica que es aplicable a toda la obra de Margaret Gilbert: aunque Gilbert se confronte muchas veces con las perspectivas individualistas, ella misma acaba dibujando una ontología social excesivamente determinada por los individuos. Así, Gilbert concibe una sociedad donde no hay ninguna estructura que afecte a los individuos cómo tales, que aún con las nociones de "sujeto plural" o "compromiso conjunto" siguen siendo los principales agentes de lo social. Se critica, en suma, que Gilbert se confronta muy contadas veces con visiones con perspectivas más holísticas de lo social y con las prácticas de análisis reales de las ciencias sociales, que se alejan de esta perspectiva esencialmente individualista.

### Visión demasiado "restringida" de los grupos sociales
Larry May, uno de los discípulos de Hannah Arendt, le criticará a Gilbert que las condiciones que establece para la existencia de un "sujeto plural" dejan fuera a muchos grupos sociales que han sido extensamente tratados en la literatura de las ciencias sociales. Si los grupos sociales deben manifestar una cierta disposición a actuar se podría considerar que muchos grupos como las mujeres, los afroamericanos o las clases sociales no son grupos sociales, en tanto que están completamente desorganizados. Esto, y junto con la crítica anterior, hace que May también dude del contacto que ha tenido Gilbert con las prácticas analíticas reales de los científicos sociales, que sí suelen considerar a estos grupos como grupos sociales.

### Omisión de las relaciones de poder
En relación con su teoría política David Miller, teórico político centrado en el campo del nacionalismo, le criticará a Margaret Gilbert que las obligaciones que deriva de la noción de compromiso conjunto en, por ejemplo, el famoso caso de las dos personas andando, no son aplicables hablando de obligaciones políticas en tanto que las relaciones de poder en ambas situaciones son muy diferentes. Así, para Miller, la noción de obligación política implica mucho más de lo que se puede dar cuenta con esta clase de ejemplos, como es el caso del poder del soberano para imponerse.

### La ambigüedad de los límites de la obligación política
David Miller también puntúa, al respecto de su teoría de la obligación política, que los criterios establecidos por Gilbert, especialmente en relación con el "nosotros", para determinar la existencia de un compromiso común en una comunidad política son problemáticos. Así, este propio "Nosotros" es extremadamente ambiguo, al hacer referencia a la mera sujeción al estado pero no a participar en un compromiso conjunto con este. Resultan, bajo esta misma lógica, también problemáticos otros criterios como la existencia de un sentimiento de culpa por las acciones del propio país de uno. 
Algunas otras objeciones más extensas y completas a su teoría política se pueden encontrar en teóricos como A. John Simmons (particularmente en su artículo "Associative Political Obligations" ) y en John Horton (en la segunda edición de su libro "Political Obligation").